# 1324 هـ
1324 هـ هي سنة في التقويم الهجري امتدت مقابلةً في التقويم الميلادي بين سنتي 1906 و1907.

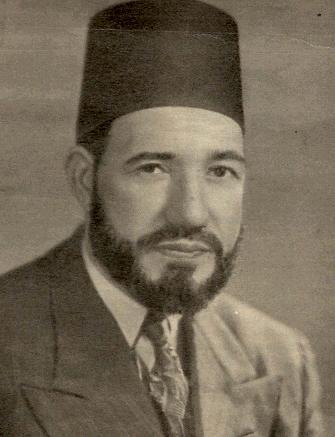
حسن البنا

## أحداث
- نشوب معركة روضة مهنا بين السلطان عبد العزيز وابن رشيد.
- قتل ابن رشيد في معركة روضة مهنا وانتصار الملك عبد العزيز.
- ضم الملك عبد العزيز منطقة القصيم بأكملها.
- متعب بن عبد العزيز بن متعب الرشيد يتولى الحكم بعد وفاة والده ويموت بعد 8 أشهر.

## مواليد
- إبراهيم أنيس
- حسن البنا
- عبد القادر عودة
- فيصل بن عبد العزيز آل سعود ملك المملكة العربية السعودية من عام 1384هـ حتى عام 1395هـ.
- عبد القدوس الأنصاري
- أحمد يار خان النعيمي
- إبراهيم أدهم الدمرداش
- إبراهيم فلالي
- المهدي البوعبدلي
- باعزيز بن عمر
- بشير الصقال
- حمد بن سعود الخنجري
- دنيز ماسون
- رمضان حمود
- سعيد فائق عباسي
- سيد قطب
- صلاح اللبكي
- عمر النعمة
- مالك رام
- محمد أسعد طلس
- محمد الخانجي البوسنوي
- محمد المكي الناصري
- محمد حسين شهريار
- نبيه أمين فارس

## وفيات
- أبو القاسم اللاهوري
- دغيم الظلماوي
- عبد العزيز بن متعب بن عبد الله الرشيد
- عبد الله بن الهاشمي بن خضراء
- محمد خان الكرماني
- محمود ذهب النجفي
- مظفر الدين شاه
- هذلول بن ناصر بن فيصل بن ثنيان آل سعود
- يوحنا بلو
- عبد العزيز المتعب الرشيد.
- متعب بن عبد العزيز بن متعب الرشيد.
- اشتينشنيدر.
- أحمد أبو خطوة.